# Studzienickie Torfowiska
Studzienickie Torfowiska este o arie protejată (sit de importanță comunitară — SCI) din Polonia întinsă pe o suprafață de 175,27 ha, integral pe uscat.

## Localizare
Centrul sitului Studzienickie Torfowiska este situat la coordonatele 54°06′23″N 17°33′59″E / 54.1064°N 17.5665°E.

## Înființare
Situl Studzienickie Torfowiska a fost declarat sit de importanță comunitară în aprilie 2004 pentru a proteja 1 specie de animale.

## Biodiversitate
Situată în ecoregiunea continentală, aria protejată conține 7 habitate naturale: Lacuri și iazuri distrofice naturale, Turbării active, Mlaștini oligotrofe degradate, capabile încă de regenerare naturală, Mlaștini turboase de tranziție și turbării mișcătoare, Păduri de fag Luzulo-Fagetum, Păduri acidofile de stejar bătrân cu Quercus robur pe câmpii nisipoase, Mlaștini împădurite.
La baza desemnării sitului se află o specie protejată de  amfibieni: triton cu creastă (Triturus cristatus).